# Красно-Милашевич, Василий Иванович
Василий Иванович Красно-Милашевич (Милашевич, Красномилашевич; 1752 — 22 апреля (4 мая) 1820) — киевский губернатор, сенатор, действительный тайный советник.
Службу начал в 1765 году в армии. 25 марта 1791 года произведен в генерал-майоры. Награждён орденами Св. Георгия 3-й степени (№ 94, 18 марта 1792) и Св. Анны (2 сентября 1793).. При Павле I на протяжении 12 дней был шефом 10-го гренадерского Малороссийского полка.
С 1796 года по 17 июня 1797 года и с 18 июля 1799 года по 1800 год возглавлял Киевское наместничество. 7 января 1797 года переименован в действительные статские советники, а 5 апреля пожалован в тайные советники. С 13 мая 1801 года назначен сенатором. 11 декабря 1808 года произведен действительные тайные советники.
Во время русско-турецкой войны, с 25.02.1810-12 гг., председательствовал в диванах Молдавии и Валахии.. Обустраивал администрацию присоединяемой к России Бессарабии.
В июне 1810 года А. Я. Булгаков пишет, что привёз к Милашевичу в Яссы медика Мазаровича: «Василий Иванович завёз меня домой и непременно хотел войти ко мне в премерзкий трактир; насилу его удержал. Какой он добрый человек! С каким живым участием говорил о нашем деле!»
22 января 1811 года пожалован кавалером ордена Святого Александра Невского. С 17 января 1817 года Милашевич вышел в отставку. Его портрет хранится в запасниках Русского музея в Петербурге.

## Семья
Был женат на Елисавете Николаевне Опочининой (1776—1827). Их дочь:
- Варвара, замужем за гвардии полковником Иосифом Михайловичем Миклашевским.